# Junnosuke Schneider
Junnosuke Schneider (シュナイダー 潤之介 Schneider Junnosuke?, nacido el 22 de mayo de 1977 en Tokio) es un exfutbolista japonés. Jugaba de guardameta y su último club fue el Nara Club de Japón.

## Trayectoria

### Clubes
| Club             | País  | Año         |
| ---------------- | ----- | ----------- |
| Gunma FC Fortona | Japón | 2000        |
| Sagan Tosu       | Japón | 2001 - 2006 |
| Vegalta Sendai   | Japón | 2007 - 2008 |
| Gainare Tottori  | Japón | 2009        |
| Yokohama FC      | Japón | 2010 - 2013 |
| Nara Club        | Japón | 2014 - 2015 |

## Estadística de carrera

### J. League
| Club           | Año   | J. League | J. League | Copa J. League | Copa J. League | Total | Total |
| Club           | Año   | Part.     | Goles     | Part.          | Goles          | Part. | Goles |
| -------------- | ----- | --------- | --------- | -------------- | -------------- | ----- | ----- |
| Sagan Tosu     | 2001  | 0         | 0         | -              | -              | 0     | 0     |
| Sagan Tosu     | 2002  | 24        | 0         | -              | -              | 24    | 0     |
| Sagan Tosu     | 2003  | 10        | 0         | -              | -              | 10    | 0     |
| Sagan Tosu     | 2004  | 26        | 0         | -              | -              | 26    | 0     |
| Sagan Tosu     | 2005  | 40        | 0         | -              | -              | 40    | 0     |
| Sagan Tosu     | 2006  | 31        | 0         | -              | -              | 31    | 0     |
| Vegalta Sendai | 2007  | 18        | 0         | -              | -              | 18    | 0     |
| Vegalta Sendai | 2008  | 0         | 0         | -              | -              | 0     | 0     |
| Yokohama FC    | 2010  | 17        | 0         | -              | -              | 17    | 0     |
| Yokohama FC    | 2011  | 0         | 0         | -              | -              | 0     | 0     |
| Yokohama FC    | 2012  | 34        | 0         | -              | -              | 34    | 0     |
| Yokohama FC    | 2013  | 26        | 0         | -              | -              | 26    | 0     |
| Total          | Total | 226       | 0         | 0              | 0              | 226   | 0     |